# Goudy Old Style
Goudy Old Style är ett typsnitt i serif-gruppen. Det skapades av Frederic W. Goudy för American Type Founders 1916, och har publicerats av Adobe och Linotype.